# 페로비에 델로 스타토 이탈리아네
페로비에 델로 스타토 이탈리아네 주식회사 (Ferrovie dello Stato Italiane S.p.A. →이탈리아 국영 철도 주식회사, 이전 명칭은 페로비에 델로 스타토 (Ferrovie dello Stato, FS))는 이탈리아 철도망의 기반시설과 서비스를 운영하는 국영 철도 지주회사이다. 페로비에 델로 스타토의 자회사인 트레니탈리아는 이탈리아에서 가장 큰 철도 운영기업이다.
페로비에 델로 스타토 이탈리아네 주식회사는 트레니탈리아, 첸토스타치오니, 레테 페로비아리아 이탈리아나, 이탈페르, 페르세르비치, FS 로지스티카, FS 시스테미 우르바니, 부시탈리아 시타 노르드, 페르크레딧, 그란디 스타치오니, 네티네라 사를 소유하고 있다.

## CEO
- 로렌초 네치 (Lorenzo Necci, 1989~1996)
- 잔카를로 치몰리 (Giancarlo Cimoli, 1996~2004)
- 엘리오 카타니아 (Elio Catania, 2004~2006)
- 마우로 모레티 (Mauro Moretti, 2006~2014)

## 같이 보기
- 이탈리아 철도의 역사
- 이탈리아의 철도
- 이탈리아의 교통